# Рихард Ернст
Ричард Роберт Ернст (Винтертур, 14. август 1933 — Винтертур, 4. јун 2021) био је швајцарски физико-хемичар и добитник Нобелове награде за хемију 1991. године.
Ернст је награђен Нобеловом наградом за његове доприносе развоју мултидимензионалних Фуријеових трансформација НМР спектроскопије, док је био на Варијан удружењу, Пало Алто, Калифорнија, САД (at Varian Associates, Palo Alto, California, USA). Ова техника је веома много у употреби у медицини, где се користи за добијање прецизних слика људског тела, и у том контексту је позната као снимање магнетном резонанцијом (magnetic resonance imaging, (MRI)).
Према признању самог Ричарда Ернста, идеја коју је он даље развијао оригинално потиче од белгијског научника Жан Женера (Jean Jeener), професора са Слободног универзитета Брисел.
Професор Ричард Ернст био је запослен на ЕТХ Цирих, факултету на којем је некада и студирао, као и у Савезном технолошком институту у Цириху, Швајцарска.